# Каппадокийский календарь

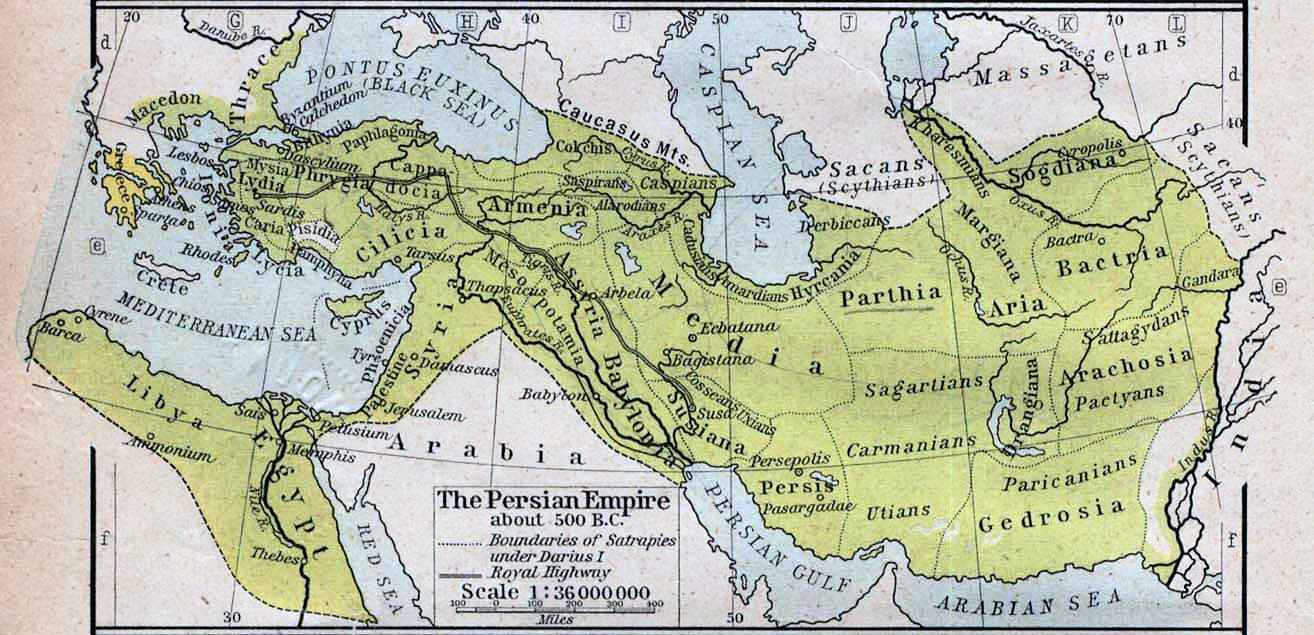
Карта, изображающая империю Ахеменидов г. до н. э., Уильям Роберт Шепард (1923)

Каппадокийский календарь — солнечный календарь, произошедший от персидского зороастрийского календаря. Он использовался на территории исторического региона Каппадокия и назван в честь него. Календарь, состоящий из 12 месяцев по 30 дней каждый и пяти эпагоменальных дней, возник между 550 и 330 годами до нашей эры, когда Каппадокия была частью империи Ахеменидов. Изначально этот календарь был идентичен зороастрийскому; это видно по его структуре, авестийским названиям и порядку месяцев. Сохранившиеся свидетельства существования календаря восходят к эпохе поздней античности и содержатся в записях греческих астрономов, к тому времени он уже был адаптирован к юлианскому календарю.

## Контекст
Каппадокийский календарь был разработан в то время, когда Каппадокия, историческая область на территории современной Турции, была провинцией (сатрапией) империи Ахеменидов. Календарь назван в честь региона, в котором он использовался; единого мнения о точной дате его появления нет. По мнению историка Йозефа Маркварта, календарь появился в 490 году до нашей эры, а по мнению филолога Жака Дюшен-Гийемена, он появился между 490 и 480 годами до нашей эры. Это солнечный календарь, в котором 360 дней делятся на 12 месяцев, за которыми следуют пять эпагоменальных дней.
Календарь фактически был зороастрийским; поскольку персы в то время были доминирующей политической группой в Каппадокии, он стал основным календарём региона и использовался далее в королевстве Каппадокия. Хотя с течением времени и из-за различий в местных диалектах в написании появились незначительные различия, названия месяцев каппадокийского календаря почти идентичны названиям месяцев зороастрийского (авестийского) календаря. Персы в Каппадокии говорили на западноиранском языке, поэтому каппадокийские названия месяцев в некоторых аспектах лингвистически ближе к среднеперсидскому (пехлевийскому) написанию, чем к авестийскому, но каппадокийские формы более архаичны и в этом отношении ближе к авестийским формам.
Каппадокийский календарь — свидетельство длительного иранского культурного и религиозного влияния в Каппадокии. По мнению иранистки Мэри Бойс, каппадокийский, а также среднеперсидский, парфянский, согдийский, хорезмийский, бактрийский и древнеармянский календари произошли от государственного календаря Ахеменидов, который персы ввели в ранний период династии, чтобы установить «общепринятые методы исчисления времени для всех своих подданных-зороастрийцев». Со временем местные языковые изменения привели к появлению местных вариаций, в остальном эти календари практически идентичны. Каппадокийский календарь сохранился в текстах греческих астрономов поздней античности и был известен вплоть до IV века н. э.

## Названия месяцев
| Месяцы | Каппадокийский          | Авестийский         | Среднеперсидский (ранний) | Среднеперсидский | Персидский |
| ------ | ----------------------- | ------------------- | ------------------------- | ---------------- | ---------- |
| 1      | [Ar]artana              | Fravašinąm          | Fravartīn                 | Frawardīn        | Farvardīn  |
| 2      | Artegeste (Artēye<s>tē) | Ašahe vahištahe     | Artvahišt                 | Ardwahišt        | Ordībehešt |
| 3      | Aratata                 | Haurvatātō          | Harvatāt                  | Xordā̌d           | Ḵordad     |
| 4      | Teiri (Teirei)          | Tištryahe           | Tīr                       | Tīr              | Tīr        |
| 5      | Amartata                | Amərətātō           | Amurtāt                   | Amurdā̌d          | Mordād     |
| 6      | Sathriore (Xathriorē)   | Khšathrahe vairyehe | Šahrevar                  | Šahrewar         | Šahrīvar   |
| 7      | Mithre (Mithpē)         | Mithrahe            | Mihr                      | Mihr             | Mehr       |
| 8      | *Apomenapa              | Āpa̧m                | Āpān                      | Ābān             | Ābān       |
| 9      | Athra                   | Āthrō               | Atur                      | Ādur             | Āḏar       |
| 10     | Dathusa (Dathousa)      | Dathušō             | Dadv                      | Day              | Dey        |
| 11     | Osmana                  | Vaŋhə̄uš manaŋhō     | Vahuman                   | Wahman           | Bahman     |
| 12     | Sondara (Sondara<mat?>) | Spəntayå ārmatōiš   | Spendārmat                | Spandarmad       | Esfand     |

По мнению Бойса и историка Франца Гренета, «точность основных соответствий между календарями» показывает, что обычаи, принятые зороастрийцами в Каппадокии, были «в значительной степени единообразны». Они добавляют, что единственные расхождения заключаются в замене авестийского слова Tištrya на Teiri (Teirei) — это изменение, как сообщается, широко распространено во многих зороастрийских общинах; и «посвящении восьмого месяца» Apąm Napāt («сыну вод»), а не Apąm («водам»), в данном случае Варуне. Бойс и Гренет писали, что это «посвящение месяца» было, по-видимому, уникальным для каппадокийского календаря, что означает, что среди зороастрийцев в Каппадокии могли быть разногласия относительно возвышения Анахиты над Варуной. Бойс и Гренет добавляют, что этот феномен показывает, что даже в условиях сильной политической власти известных своим религиозным влиянием Ахеменидов местные жрецы, по-видимому, сохраняли некоторую автономию.

## Адаптация к юлианскому календарю
Хотя каппадокийский календарь возник в период Ахеменидов, сохранившиеся свидетельства относятся только к поздней античности, когда он уже был адаптирован к юлианскому календарю. Историк Саша Стерн утверждал, что каппадокийский календарь мог быть адаптирован к юлианскому календарю в 44 г. до н. э. Вероятно, это был первый календарь на римском Востоке, который был «юлианизирован» даже раньше, чем египетский календарь. Однако даже после «юлианизации» календаря в римский период дата каппадокийского Нового года все ещё была «приблизительно совместима с изначально персидским зороастрийским календарем», а его структура все ещё основывалась на изначальном персидском календаре из 12 месяцев по 30 дней, за которыми следовали пять эпагоменальных дней.